# Kracq
Kracq was een Nederlandse experimentele- en progressieve-rockband. De band werd opgericht in 1977. Een jaar later verscheen het debuutalbum Circumvision waarvan 500 exemplaren geperst werden.

## Geschiedenis
De band werd opgericht door Twan van der Heijden en Cees Michielsen nadat zij elkaar ontmoetten in oktober 1977. Samen met Bert Vermijs richtten zij de band King's Ransom op. Niet veel later voegde Jos Hustings zich bij de bezetting, die ook bekend stond als "Carmine Queen". De leden namen een nieuwe naam aan die bestond uit de initialen van de oude namen; King's Ransom And Carmine Queen.
De band gaf er de voorkeur aan om niet live op te treden. Dat hebben ze dan ook slechts vier keer gedaan. Wel is er een debuutalbum opgenomen. Na drie dagen oefenen werd Circumvision opgenomen en uitgebracht in 1978. Er werden 500 exemplaren geperst. Het album kon rekenen op een positieve recensie in het Britse tijdschrift Sounds. Bijgevolg werd zo'n 40% van de lp's verkocht in het Verenigd Koninkrijk.
In 1979 werd de band opgeheven. Sindsdien zijn ze twee keer voor een eenmalig optreden terug bij elkaar gekomen: in 1980 onder de naam Silent Revolutions, gevolgd door de opnamen van de Cellar Tapes, en in 2003 ter gelegenheid van de heruitgave van hun lp Circumvision op cd.

## Discografie
- Circumvision (1978)
- Kracq Live (1977-1978)
- Cellar Tapes 1: Beautiful Sun - Forever Lost? (1979)
- Cellar Tapes 2: A madman's jail (1980)
- Cellar Tapes 3: Crumbled voices (1980)
- Circumvision (2003): heruitgave op cd